# Time goes on
『time goes on』（タイム・ゴーズ・オン）は、真心ブラザーズの1枚目のミニ・アルバム。1995年11月22日にKi/oon Sony Recordsから発売された。

## 解説
前作から7か月ぶりに発売された。

## 収録曲
1. JUMP（4:47）[1]
作詞：倉持陽一
作曲：倉持陽一・桜井秀俊
ベスト・アルバム『B.A.D.(Bigger and Deffer) 〜MB's Single Collection』、『GOODDEST』に収録された。
2. time goes on（5:45）[1]
作詞：桜井秀俊・倉持陽一
作曲：桜井秀俊
本作の表題曲。ベスト・アルバム『B.A.D.(Bigger and Deffer) 〜MB's Single Collection』に収録された。
3. サマームード （MB's REAL VERSION）（4:28）[1]
作詞・作曲：倉持陽一・桜井秀俊
ベスト・アルバム『B.A.D.(Bigger and Deffer) 〜MB's Single Collection』には、このバージョンで収録されている。
4. サマーヌード （Galaxian disco mix）（5:02）[1]
作詞：桜井秀俊・倉持陽一
作曲：桜井秀俊